# Ulrike Baumgartner-Gabitzer

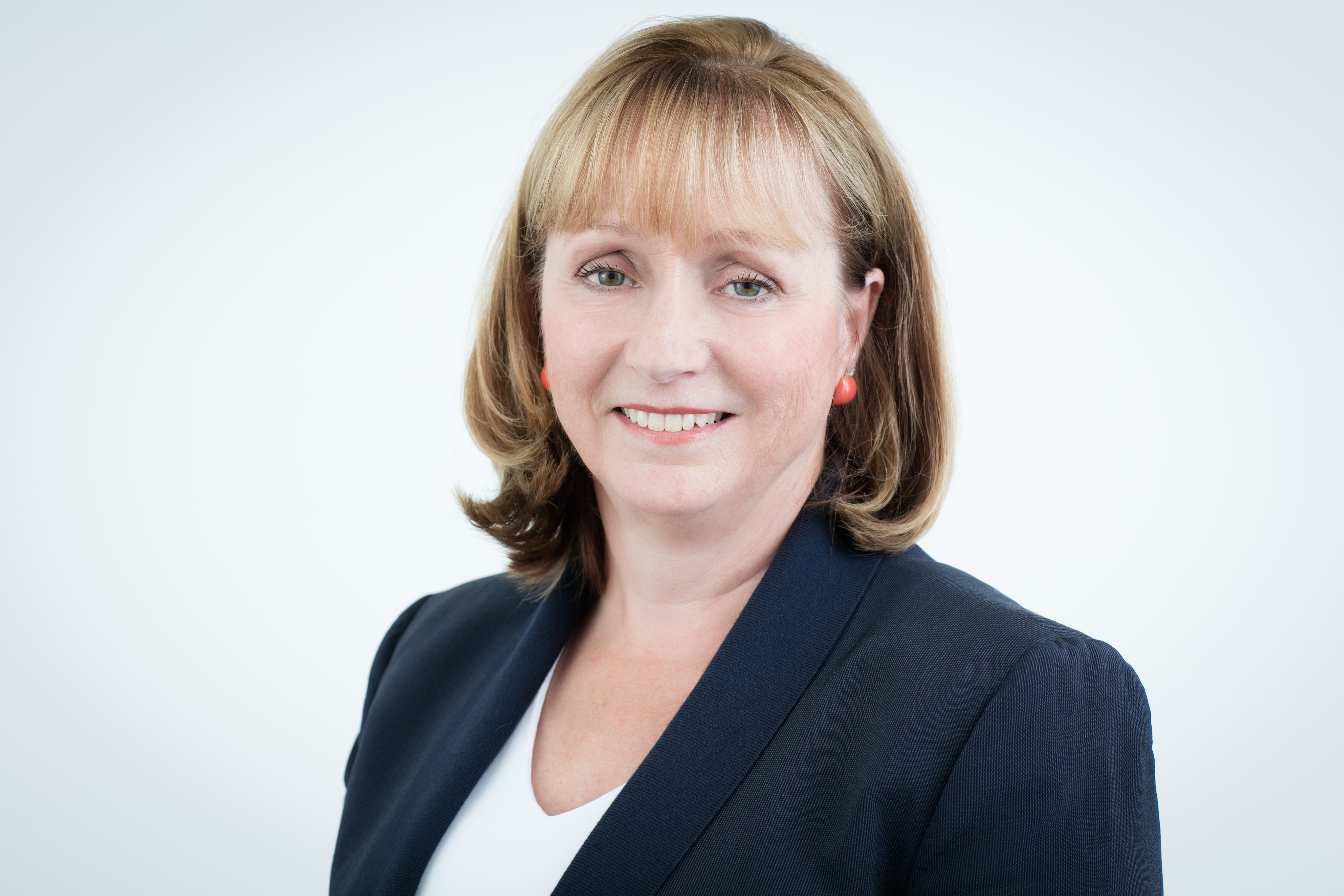
Ulrike Baumgartner-Gabitzer

Ulrike Baumgartner-Gabitzer (* 16. Juli 1957 in Wien) ist eine österreichische Managerin und Politikerin (ÖVP). Von 1999 bis 2006 war sie  Nationalratsabgeordnete, von Anfang 2014 bis Ende 2018 war sie Vorstandsvorsitzende der Austrian Power Grid AG (APG), des österreichischen Stromübertragungsnetzbetreibers.

## Leben

### Ausbildung und beruflicher Werdegang
Nach der Matura studierte Ulrike Baumgartner-Gabitzer an der Universität Wien Rechtswissenschaften.
Im Anschluss an das Studium absolvierte sie ihr Gerichtsjahr in Wien. 1984 trat sie in das Bundesministerium für Handel, Gewerbe und Industrie ein und übernahm in Folge die Leitung der Kabinette der damaligen Wirtschaftsminister Robert Graf und Wolfgang Schüssel. Von 1992 bis 1995 und von 1997 bis Anfang 2007 war sie als Generalsekretärin des Verbandes der Elektrizitätsunternehmen Österreichs (VEÖ) tätig. Von 1995 bis 1997 unterbrach sie diese Tätigkeit und wurde Kabinettchefin des damaligen Vizekanzlers Wolfgang Schüssel. Baumgartner-Gabitzer war von 2007 bis 2013 Mitglied des Vorstandes der Verbund AG.

### Politischer Werdegang
Bei der Nationalratswahl im Oktober 1999 wurde Ulrike Baumgartner-Gabitzer zum ersten Mal in den österreichischen Nationalrat gewählt. Bei der Wahl im November 2002 wurde sie wieder gewählt und gehörte dem Parlament bis 2006 an. Sie war Verfassungssprecherin der ÖVP und stellvertretende Vorsitzende des Verfassungsausschusses.
Ab 2005 war sie, neben anderen politischen Funktionen, Landesparteiobmann-Stellvertreterin der ÖVP Wien.

### Öffentliche Ämter
Ulrike Baumgartner-Gabitzer war Mitglied im Board of Directors der EURELECTRIC, Vorstandsmitglied des Österreichischen Nationalkomitees des Weltenergierates und des Friedrich-Funder-Instituts, Vizepräsidentin der Österreichisch-Slowenischen Gesellschaft, Mitglied der Margaretha-Lupac-Stiftung und Vorsitzende des Evangelischen Arbeitskreises der ÖVP.

## Politik

### Ausschussmitgliedschaften
Ulrike Baumgartner-Gabitzer war in der XXII. Legislaturperiode in folgenden Ausschüssen tätig:
- Obmannstellvertreterin des Verfassungsausschusses (ab 26. Februar 2003)
- Schriftführerin des Geschäftsordnungsausschusses (ab 23. Jänner 2003)
- Schriftführerin des Besonderen Ausschusses zur Vorberatung des Berichtes des Österreich Konvents
- Mitglied im Ständigen gemeinsamen Ausschuss im Sinne des § 9 des Finanz-VerfassungsG 1948 (ab 20. Dezember 2002)
- Mitglied im Geschäftsordnungsausschuss (ab 22. Jänner 2003)
- Mitglied im Ausschuss für innere Angelegenheiten (ab 25. Februar 2003)
- Mitglied im Justizausschuss (ab 25. Februar 2003)
- Mitglied im Wirtschaftsausschuss (ab 25. Februar 2003)

### Inhalte
Als Verfassungssprecherin setzte sie sich für die Einführung einer echten Briefwahl für die Wahlen auf Bundes- und Landesebene, um so einer möglichst breiten Bevölkerungsanzahl die Möglichkeit zu geben, ihr Wahlrecht auszuüben.
Als einen ihrer Erfolge sieht sie die Vereinheitlichung der Tierschutzbestimmungen auf Bundesebene. Im Regierungsprogramm der Regierung Schüssel II sprach sich die Koalition für ein bundeseinheitliches Tierschutzgesetz aus. Ulrike Baumgartner-Gabitzer führte die Verhandlungen auf Seiten der ÖVP. Seit dem 1. Januar 2005 ist das neue Tierschutzgesetz in Kraft.
Von 2003 bis 2004 war sie Mitglied des Österreich-Konvents, der sich mit der Neugestaltung der Österreichischen Bundesverfassung befasste mit dem Ziel einer grundlegenden Staats- und Verfassungsreform. Baumgartner-Gabitzer wirkte im Ausschuss zur Beratung der Ergebnisse des Österreich-Konvents als Verfassungsjuristin mit.